# برادلي غامبل
برادلي غامبل (بالإنجليزية: Bradley Gamble)‏ (4 فبراير 1975 بساوثوورك في المملكة المتحدة - ) هو لاعب كرة قدم بريطاني في مركز الهجوم. لعب مع نادي ليتون أورينت ونادي فيشر أثليتيك وويلينج يونايتد.